# Upuštanje
Upuštanje je postupak strojne obrade ulaza ili izlaza okrugle rupe (provrta). Upuštala su rezni alati koji se upotrebljavaju za proširivanje ulaza ili izlaza rupe, te za postizanje točnijeg oblika postojećih rupa. Režu kao i svrdla i izrađuju se s dvije, tri ili više reznih oštrica. Upuštanje je gruba obrada metala. Njima obrađujemo čelne plohe ravno ili pod kutom. Služe za proširivanje, upuštanje za glave vijka, obradu kosih krajeva rupe i za poravnavanje uzdignutih dijelova obratka. Prema obliku i svrsi upuštala se dijele na:
- spiralna ili navojna upuštala,
- vratna upuštala,
- konusna upuštala,
- nasadna upuštala,
- jednostrana čelna upuštala,
- specijalna upuštala.

## Upuštalo ili upuštač
Upuštalo ili upuštač je alat namijenjen za strojnu obradu dijelova provrta u koje dolazi glava vijka, za obradu sjedišta različitih ventila, za poravnanje naslona na odljevcima i slično.
Upuštanje je postupak obrade provrta koji se provodi nakon bušenja s ciljem postizanja točnijeg oblika, proširivanja ili oblikovanja već izbušenih provrta. Glavno gibanje je kružno kontinuirano, a posmično gibanje (posmak) je pravolinijsko kontinuirano i izvode se istodobno. Izvodi se na alatnim strojevima, pretežito bušilicama. Alat koji se koristi je upuštalo, definirane rezne geometrije s dvije, tri ili više reznih oštrica. Upuštanjem se obrađuju čeone plohe za bolje nalijeganje vijaka. Postoji više vrsta upuštala ovisno za kakvu namjenu je potrebno upustit provrt, tako da postoje: konusna, cilindrična, kružna i specijalna za nestandardne zahtjeve.

### Vrste upuštača
Vrste upuštača su:
- čeoni upuštači služe za poravnavanje površina;
- valjkasti upuštači mogu biti s ravnim ili zavojnim zubima. Valjkasti upuštači imaju vodilicu koja pomaže da se postigne dobra koncentričnost prethodnog i novog provrta. Vodilica može biti valjkastog ili konusnog oblika. Izrađuju se od brzoreznog čelika ili s pločicama od tvrdog metala.
- konusni upuštači služe za obradu mjesta u koja dolaze vijci s upuštenom glavom i za obradu sjedišta za razne ventile. Izrađuju se od brzoreznog čelika. Kut vrha upuštača najčešće iznosi: 60˚, 90˚ i 120˚.[3]

## Bušenje
Bušenje je način strojne obrade odvajanjem čestica kojim se posebnim alatom (svrdlom) izrađuju valjkaste (cilindrične) rupe u obratku. Alat obavlja glavno rotacijsko gibanje i pravocrtno posmično gibanje (posmak) koje mora biti u smjeru osi vrtnje (rotacije). Bušenje je povezano s predradnjom zabušivanja i naknadnim operacijama proširivanja, upuštanja, razvrtanja i izbušivanja.